# Cerotelion bimaculatum
Cerotelion bimaculatum är en tvåvingeart som beskrevs av Tonnoir 1927. Cerotelion bimaculatum ingår i släktet Cerotelion och familjen platthornsmyggor. Inga underarter finns listade i Catalogue of Life.